# La Cocha (Tucumán)
La Cocha is een plaats in het Argentijnse bestuurlijke gebied La Cocha in de provincie  Tucumán. De plaats telt 5.637 inwoners.